# صومعه لا رابیدا
صومعه سنت ماری در رابیدا (اسپانیایی: Monasterio de Santa María de la Rábida) یک صومعهٔ فرانسیسکن در شهر جنوبی اسپانیا در پالس د لا فرونترا در استان اوئلوا و منطقه خودمختار اندلس است. محله در ۱۳ کیلومتر (۸ مایل) جنوب شهر اوئلوا واقع شده است، جایی که رودخانه‌های تینتو و اودیل به هم می‌رسند.
لا رابیدا از قرن سیزدهم ملک فرانسیسکن‌ها بوده است. در سال ۱۲۶۱ بنای صومعه تأسیس شد. شواهدی مربوط به نامه‌ای از سوی پاپ است که توسط پاپ بندیکت سیزدهم صادر شد و به خوان رودریگز و همراهانش اجازه داد تا جامعه ای را در سواحل اندلس تأسیس کنند. اولین ساختمان مسیحی در این مکان بر روی یک رباط از قبل موجود ساخته شد که نام خود را (rábida یا rápita، به معنی «برج مراقبت» در عربی) به صومعه کنونی داد. فرانسیسکن‌ها از آن زمان تاکنون نفوذ زیادی در منطقه داشته‌اند.
ساختمان‌های امروزی در این مکان در اواخر قرن چهاردهم و اوایل قرن پانزدهم به صورت مرحله‌ای ساخته شده‌اند. صومعه، و کلیسای مرتبط با آن، عناصری از معماری احیای گوتیک و مورو را به نمایش می‌گذارد. دیوارهای آنها با نقاشی‌هایی هنرمند اسپانیایی قرن بیستم، دانیل واسکس دیاز (۱۸۸۲–۱۹۶۹) تزئین شده است. همچنین یک صومعه و یک موزه وجود دارد که در آن آثار متعددی از کشف قاره آمریکا به نمایش گذاشته شده است.
ساختمان‌های این سایت نزدیک به ۲۰٬۰۰۰ فوت مربع (۱٬۸۵۸ متر مربع) فضا دارد. در طول پانصد سال عمر خود، این صومعه بارها بازسازی و تعمیر شده است، اما گسترده‌ترین تغییرات در نتیجه آسیب‌های زلزله لیسبون در سال ۱۷۵۵ انجام شده است.
کریستف کلمب دو سال قبل از اولین سفر معروف خود، پس از اطلاع از اینکه پادشاه فردیناند و ملکه ایزابلا درخواست او را برای تجهیز یک سفر اکتشافی در جست‌وجوی هند رد کرده‌اند، در اینجا ماند. با مداخله نگهبان لا رابیدا و اعتراف کننده ایزابلا، فرانسیسکو جیمنز د سیسنروس، او توانست پیشنهاد خود را به گوش ملکه برساند.
این صومعه در سال ۱۸۵۶ به عنوان یادبود ملی اسپانیا اعلام شد. در سال ۲۰۱۶ توسط یونسکو به همراه مکان‌های یادبود کلمب به فهرست آزمایشی میراث جهانی اضافه شد.